# Thomas Voeckler

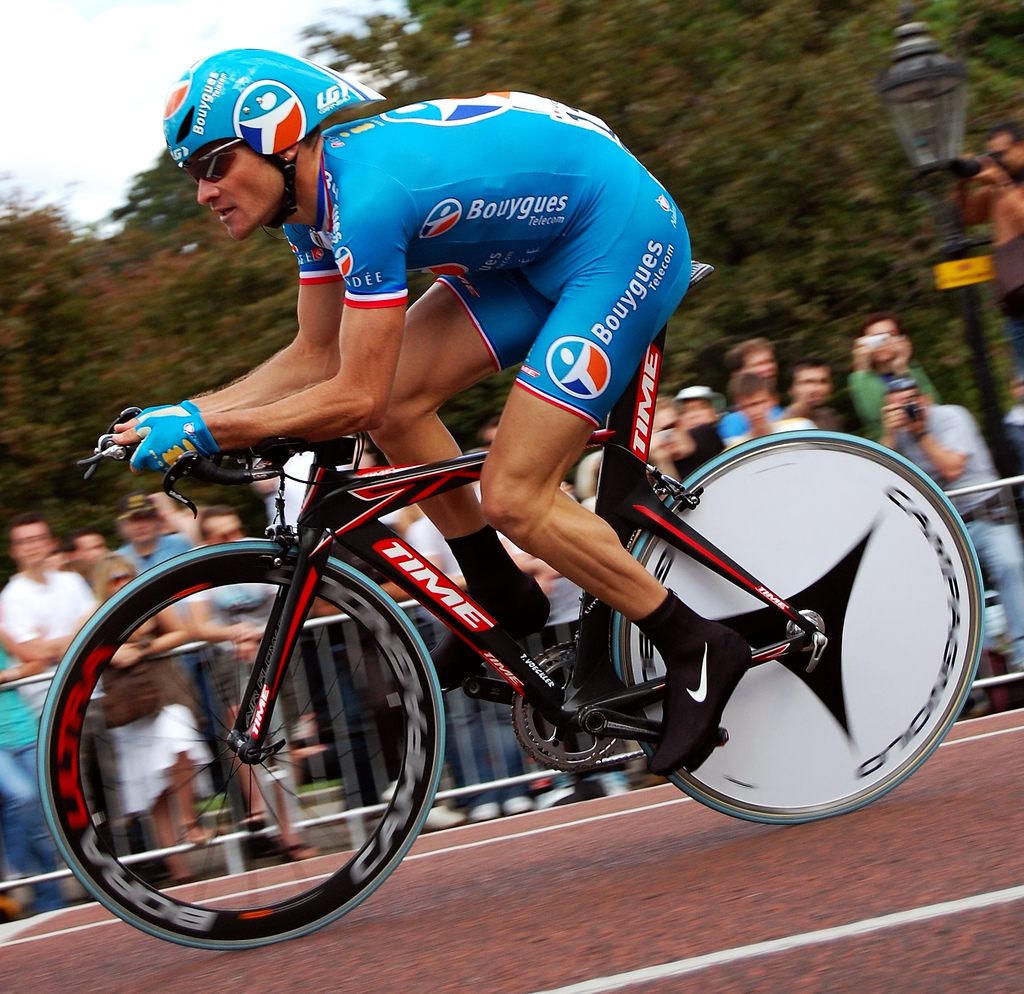
Thomas Voeckler no Tour de France 2007.

Thomas Voeckler (Schiltigheim, 22 de junho de 1979) é um ciclista francês. Competiu nos Jogos Olímpicos de Verão de 2004, terminando em décimo nono lugar na prova de estrada individual.